# Johann Samuel Schaper
Johann Samuel Schaper (* 1652 in Küstrin; † 25. Dezember 1705 in Lübben, Niederlausitz, Kurfürstentum Sachsen) war lutherischer Generalsuperintendent der Niederlausitz.

## Leben
Der Vater Johann Schaper (1625–1688) war Jurist und Landsyndikus der Neumark in Küstrin, die Mutter war Martha Sophia Wernicke. Der Bruder Johann Ernst Schaper wurde Medizinprofessor in Rostock. Johann Samuel Schaper studierte 1671 in Leipzig und 1673 an der Universität Rostock. 1676 wurde er Konrektor an der Stadtschule in Luckau und 1679 Diakon an der Stadtkirche.
1683 holte ihn Herzog Christian I. von Sachsen-Merseburg als Hofprediger nach Dobrilugk. (Einige Jahre später wurde sein Bruder Johann Ernst Schaper Leibarzt des Herzogs.) Johann Samuel Schaper wurde auch Mitglied des evangelischen Konsistoriums der Niederlausitz (Konsistorialrat). Seit 1700 war er Generalsuperintendent der Niederlausitz in Lübben.
Johann Samuel Schaper war mit Elisabeth Coccius (Kock) verheiratet. Söhne waren
- Johann Ludwig Schaper († nach 1715), Mediziner in Rostock
- Johann Christian Schaper (1677–1734), Superintendent in Güstrow